# 小篭通停留場
小篭通停留場（こごめどおりていりゅうじょう）は、高知県南国市小籠にあるとさでん交通後免線の路面電車停留場。

## 歴史
小篭通停留場は1911年（明治44年）の開業。後免線の大津停留場（廃止、領石通停留場を参照）より後免中町通停留場までの区間が開通したのと同日に設けられた。

### 年表
- 1911年（明治44年）1月27日：土佐電気鉄道の停留場として開業[2][3]。
- 2014年（平成26年）10月1日：土佐電気鉄道が高知県交通・土佐電ドリームサービスと経営統合し、とさでん交通が発足[4]。とさでん交通の停留場となる。

## 停留場構造
乗り場は2面あり、東西方向に伸びる2本の線路を挟み込むように配される。ただし互いの乗り場は斜向かいに離れて位置していて、東にはりまや橋方面行き、西に後免町方面行きの乗り場が置かれている。はりまや橋方面は安全地帯（ホーム）が設置されるが、後免町方面は北を並走する道路上に白線で乗り場が示されるのみ。

## 停留場周辺
停留場の北を土讃線が東西に走る。北に約1キロメートルの距離には安産祈願で知られる下崎神社があり、停留場の前には道標が立つ。隣の長崎停留場との間で、後免線は高知市との境を越える。
- 国道195号
- 高知県道374号高知南国線（大津バイパス）
- JA高知病院
- 小篭通バス停

## 隣の停留場
とさでん交通
後免線
篠原停留場 - 小篭通停留場 - 長崎停留場